# Unterseeboot 1203
L'Unterseeboot 1203 ou U-1203 est un sous-marin allemand (U-Boot) de type VIIC utilisé par la Kriegsmarine pendant la Seconde Guerre mondiale.
Le sous-marin est commandé le 14 octobre 1941 à Danzig (Schichau-Werke), sa quille posée le 15 mai 1943, il est lancé le 9 décembre 1943 et mis en service le 10 février 1944, sous le commandement de l'Oberleutnant zur See Erich Steinbrink.
Il capitule à Lofjord (de) en mai 1945 et est coulé en décembre 1945.

## Conception
Unterseeboot type VII, l'U-1203 avait un déplacement de 769 tonnes en surface et 871 tonnes en plongée. Il avait une longueur totale de 67,10 m, un maître-bau de 6,20 m, une hauteur de 9,60 m, un tirant d'eau de 4,74 m et un tirant d'air de 4,86 m. Le sous-marin était propulsé par deux hélices de 1,23 m, deux moteurs diesel Germaniawerft M6V 40/46 de 6 cylindres en ligne de 1 400 ch à 470 tr/min, produisant un total de 2 060 à 2 350 kW en surface et de deux moteurs électriques Allgemeine Elektricitäts-Gesellschaft 460/8-276 de 375 ch à 295 tr/min, produisant un total 550 kW, en plongée. Le sous-marin avait une vitesse en surface de 17,7 nœuds (32,8 km/h) et une vitesse de 7,6 nœuds (14,1 km/h) en plongée. Immergé, il avait un rayon d'action de 93 nautiques (150 km) à 4 nœuds (7,4 km/h; 4,6 milles par heure) et pouvait atteindre une profondeur de 230 m. En surface son rayon d'action était de 9 426 nautiques (soit 15 170 km) à 10 nœuds (19 km/h).
L'U-1203 était équipé de cinq tubes lance-torpilles de 53,3 cm (quatre montés à l'avant et un à l'arrière) et embarquait quatorze torpilles. Il était équipé d'un canon de 8,8 cm SK C/35 (220 coups), d'un canon de 20 mm Flak C30 en affût antiaérien et d'un canon 37 mm Flak M/42 qui tire à 15 350 mètres avec une cadence théorique de 50 coups par minute. Il pouvait transporter 26 mines Torpedomine A ou 39 mines Torpedomine B. Son équipage comprenait 4 officiers et 44 à 56 sous-mariniers.

## Historique
Il passe son temps d'entraînement initial à la 8. Unterseebootsflottille à Dantzig jusqu'au 30 novembre 1944, puis rejoint son unité de combat dans la 11. Unterseebootsflottille basé à Bergen.
Sa première patrouille est précédée d'un court trajet de Kiel à Horten. Elle commence le 15 janvier 1945 au départ d'Horten pour les eaux côtières britanniques. Le 24 février 1945 à 23 h 40, l'U-1203 attaque d'une torpille Gnat le chalutier armé HMS Ellesmere, à environ 60 nautiques au nord-ouest de Brest. Le navire escorte l' Appian Flight Q, un convoi de 21 embarcations de débarquement à destination de Malte. Il coule immédiatement, emportant la totalité des 37 membres d'équipage. Les navires HMS Bideford (en) et HMS LCI (L)-299 sont envoyés sur place pour secourir d'éventuels survivants ; seuls des radeaux retournés sont trouvés.
Après 75 jours en mer, l'U-1203 atteint Trondheim le 30 mars 1945. Il ne fait aucune autre patrouille.
L'U-1203 se rend aux forces alliées le 9 mai 1945 dans le Lofjord (de) à proximité de Trondheim, en Norvège.
Le 29 mai 1945, il est convoyé au point de rassemblement du Loch Ryan en vue de l'opération alliée de destruction massive de la flotte d'U-Boote de la Kriegsmarine.
L'U-1203 est coulé le 8 décembre 1945 à 9 h 0 à la position 55° 50′ N, 10° 05′ O, par une torpille aérienne d'un avion bombardier Barracuda du 816 Sqn (Federal Aviation Administration), du porte-avions HMS Nairana.

## Affectations
- 8. Unterseebootsflottille du 10 février 1944 au 30 novembre 1944 (Période de formation).
- 11. Unterseebootsflottille du 1er décembre 1944 au 8 mai 1945 (Unité combattante).

## Commandement
- Oberleutnant zur See Erich Steinbrink du 10 février 1944 au 16 juillet 1944.
- Oberleutnant zur See Sigurd Seeger du 17 juillet 1944 au 9 mai 1945.

## Patrouilles
|       | Commandant          | Départ          | Départ | Arrivée        | Arrivée   | Jours    | Succès |
| ----- | ------------------- | --------------- | ------ | -------------- | --------- | -------- | ------ |
|       | Oblt. Sigurd Seeger | 4 janvier 1945  | Kiel   | 7 janvier 1945 | Horten    | 4 jours  |        |
| 1     | Oblt. Sigurd Seeger | 15 janvier 1945 | Horten | 30 mars 1945   | Trondheim | 75 jours | 580    |
| Total | Total               | Total           | Total  | Total          | Total     | 79 jours | 580 t  |

Note : Oblt. = Oberleutnant zur See

## Navires coulés
L'U-1203 a coulé un navire de guerre auxiliaire de 580 tonneaux au cours de l'unique patrouille (79 jours en mer) qu'il effectua.
| Date            | Nom           | Nationalité | Tonnage | Convoi   | Fait  | Localisation        |
| --------------- | ------------- | ----------- | ------- | -------- | ----- | ------------------- |
| 24 février 1945 | HMS Ellesmere | Royal Navy  | 580     | AppFlt Q | Coulé | 49° 04′ N, 5° 31′ O |